# 格子店

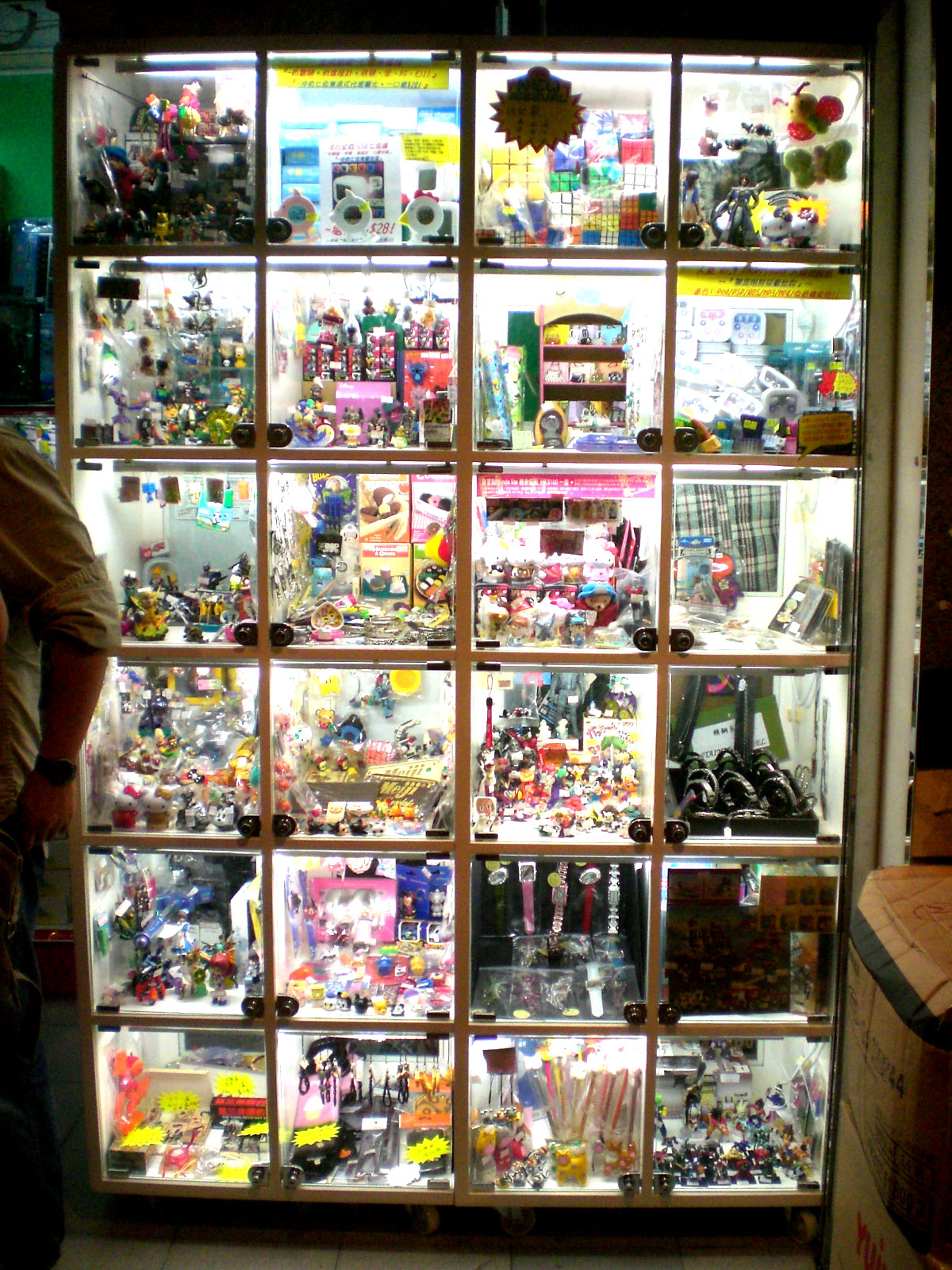
格仔店

格仔店，又名格仔鋪，這類商店的最大特點是，在一個不足1000呎（约92.9平方米）的店鋪內，設有很多方格櫥窗，出租給不同的寄賣者經營小生意商品銷售，或作產品陳列室，此謂「格仔店」。

## 歷史
格仔鋪起源於日本，當時在日本的格仔鋪是寄賣二手玩具，懷舊玩具為主，店內裝修物料均以透明膠櫃為主，從而做出五方格一條或六方格一條的膠櫃，而每一格的呎價約為35x35x35cm。收費約400港幣到1000港幣不等，另收取5-10%佣金，收費則視乎位置及高度而定，而不同格仔店的服務條款也大有不同。
這一個新興行業慢慢地由日本傳至台灣，早在約2001年時，在台北市西門町的萬年商場內，已經開始有這類店鋪營業，而當時台灣也是用作寄賣玩具為主。另一方面，傳聞在香港的第一間格仔店約在2000年中環開業，因為那個時候的香港還沒有接受這種模式，所以很快結業，繼而在打後幾年間，在香港的旺角區開始漸漸出現。在2007年，這類格仔店已經傳遍深圳及廣州等地，是時尚的特色。

### 格仔店在港興起
在2006年，在旺角的格仔店大多數以上樓鋪型式經營，而比較為人熟悉的格仔店是位於信和中心的Toyzone，Toyzone除了在旺角信和中心外，在銅鑼灣區糖街的銅鑼灣中心亦有分店。而知名度較高的原因是始終他也是寄賣玩具為主，所以在玩具行業及客人很早已經習慣這消費模式。
在2006年以後，很多這類店鋪逐漸開幕，而早在信和中心開業的Consignment，兆萬中心的multiland及始創中心的自家箱場最為人熟悉，而與Toyzone不同之處是除了寄賣玩具外，更寄賣首飾，精品，鐘錶，化粧品，應有盡有，為小本经营人士提供多一個銷售機會。藝人周星馳先生更在尖沙咀加連威老道創立以格仔店概念為本的GI商場，給人一個嶄新的購物新體驗。
在2011年至2015年期間，在香港或大或小的商場內，也可以看同不同型式的格仔店，除了寄賣玩具及精品外，更設有衣服寄賣，亦有不同的配套，服務等。

### 衰落
隨著網購盛行，加上成本低，格仔舖數目逐漸減少。